# La Sirène rouge (film)
Pour les articles homonymes, voir La Sirène rouge (homonymie).
Pour plus de détails, voir Fiche technique et Distribution.
La Sirène rouge est un film français réalisé par Olivier Megaton et sorti en 2002. Il s'agit d'une adaptation du roman du même nom de l'écrivain Maurice G. Dantec, paru dix ans plus tôt dans la « Série noire » des Éditions Gallimard.

## Synopsis
Alice, une fillette de 12 ans, débarque dans un commissariat pour déclarer un meurtre commis par sa mère, la très riche et dangereuse Eva Kristensen. La police n'apportant que peu de crédit à ses propos, Alice est obligée de prendre la fuite. En chemin, elle rencontre Hugo, un homme mystérieux qui la prend sous son aile et accepte de l'accompagner au Portugal où elle veut retrouver son père, officiellement mort. Lors de guérillas en Europe de l'Est, Hugo est devenu un maître de la guerre, mais il reste traumatisé par la mort d'un enfant innocent. Cependant les hommes d'Eva sont à leurs trousses, ainsi qu'Anita, une jeune policière persuadée qu'Alice disait la vérité. Un tueur sensible qui sauve la vie d'une petite fille.

## Fiche technique
Sauf indication contraire, les informations mentionnées dans cette section peuvent être confirmées par la base de données cinématographiques IMDb,  présente dans la section « Liens externes ».
- Titre original : La Sirène rouge
- Réalisation : Olivier Megaton
- Scénario : Olivier Megaton, Norman Spinrad, Alain Berliner et Robert Conrath, d'après le roman La Sirène rouge de Maurice G. Dantec
- Musique : Nicolas Bikialo
- Décors : Hervé Leblanc
- Costumes : Isabelle Fraysse
- Photographie : Denis Rouden
- Son : Hervé Buirette, François Groult
- Montage : Stéphanie Gaurier et Yann Hervé
- Production : Carole Scotta et Simon Arnal 
  - Production associée : Rémi Burah
- Sociétés de production[1] : Haut et Court, en coproduction avec Studiocanal et France 2 Cinéma, avec la participation de Canal+, en association avec Comstock
- Sociétés de distribution[2] : Haut et Court (France) ; Cinéart (Belgique)
- Budget : 5,81 millions d’ €[3]
- Pays de production :  France
- Langues originales : français, anglais, portugais
- Format[4] : couleur - 35 mm - 2,35:1 (Cinémascope)
- Genre : drame, action, aventures, policier, thriller
- Durée : 118 minutes
- Dates de sortie[5] :
  - France : 21 août 2002
  - Belgique : 28 août 2002[6]
- Classification[7] :
  - France : interdit aux moins de 12 ans[8]
  - Belgique : interdit aux moins de 16 ans (KNT/ENA : Kinderen Niet Toegelaten  / Enfants Non Admis)[Note 1],[9]

## Distribution
- Jean-Marc Barr : Hugo Cornélius Toorop
- Alexandra Negrao : Alice Kristensen
- Asia Argento (VF : Françoise Cadol) : Anita Van Dyke
- Frances Barber (VF : Évelyn Séléna)  : Eva Kristensen
- Andrew Tiernan : Koesler
- Édouard Montoute : Oliveira
- Vernon Dobtcheff : Vitali
- Carlo Brandt : Vondt
- Johan Leysen : Stephen Travis
- Jean-Christophe Bouvet : Lucas
- François Levantal : Sorvan
- Maurice G. Dantec : Ari Moskiewicz
- Dominique Bettenfeld : Mitja

## Accueil

### Box-office
Le film sort en salles le 21 août 2002. Il réalise seulement 190 320 entrées et ne totalise qu'environ 900 000 dollars sur un budget de 5 810 000 € et est donc un échec[réf. nécessaire].